# Konli I
Ne doit pas être confondu avec Konli II.
Konli I est une commune rurale située dans le département de Tambaga de la province de la Tapoa dans la région de l'Est au Burkina Faso.

## Santé et éducation
Le centre de soins le plus proche de Konli I est le centre de santé et de promotion sociale (CSPS) de Tambaga.